# (Machte es) Durch
(Machte es) Durch is een studioalbum van multi-instrumentalist Andy Tillison. De titel verwijst naar het door hem doorgemaakte hartinfarct. Hij zat thuis en kon dus naar eigen inzicht een album opnemen, zijn band The Tangent lag even stil. 

## Musici
- Andy Tillison – alle muziekinstrumenten
- Theo Travis – dwarsfluit op The pursuit of oil

## Muziek
| Nr. | Titel                                                                              | Duur  |
| --- | ---------------------------------------------------------------------------------- | ----- |
| 1.  | The pursuit of oil (Andy Tillison)                                                 | 21:41 |
| 2.  | Machte es durch (Andy Tillison)                                                    | 11:03 |
| 3.  | The hood of a dodge (Andy Tillison)                                                | 9:42  |
| 4.  | Yuri Gararin – From the steppes of central Asia (Andy Tillison, Aleksandr Borodin) | 17:45 |
| 5.  | Music inspired by "Music inspired by The Snow Goose" (Andy Tillison)               | 9:03  |

Music inspired by "Music inspired by The Snow Goose" is een eerbetoon aan het album Music inspired by The Snow Goose van Camel.